# Melolontha kraatzi
Melolontha kraatzi är en skalbaggsart som beskrevs av Edmund Reitter 1906. Melolontha kraatzi ingår i släktet Melolontha och familjen Melolonthidae. Inga underarter finns listade i Catalogue of Life.